# Polenlager 10
Polenlager 10 Laurahutte (pełna nazwa: Reichskommissar für die Festigung Deutschen Volkstums – Volksdeutsche Mittelstelle – Einsatzführung Oberschlesien – Polenlager 10 Laurahutte) – hitlerowski obóz koncentracyjny znajdujący się w Siemianowicach Śląskich, jeden z 26 niemieckich obozów koncentracyjnych, tzw. Polenlager, założonych na Śląsku dla ludności polskiej.

## Historia
Obozem zarządzała nazistowska organizacja bezpośrednio podlegająca SS – Hauptamt Volksdeutsche Mittelstelle. Był to najbardziej na wschód wysunięty obóz z sieci obozów Polenlager. Zlokalizowany był w zabudowaniach pałacowych i dworskich dawnego majątku księcia Henkel von Donnersmarcka. Komendanturę nad obozem objął Robert Smeths z Essen. Pierwsi więźniowie przybyli do obozu dnia 22 lipca 1942 roku. Były to głównie wysiedlane rodziny polskie z powiatu żywieckiego w ramach akcji „Saybusch” oraz z Zagłębia Dąbrowskiego w ramach akcji Oderberg. Wysiedlani Polacy mieli zrobić miejsce dla volksdeutschów przesiedlanych z Bukowiny i ZSRR w ramach niemieckiej akcji kolonizacyjnej Heim ins Reich. Z zachowanej dokumentacji wynika, że z siemianowickiego Polenlagru ponad 30 procent więźniów trafiło na roboty przymusowe do III Rzeszy, a 8% zmarło. Duży odsetek więźniów stanowiły dzieci – prawie 34%. Dorośli więźniowie byli wykorzystywani w pracy na roli i przemyśle.
W styczniu 1945 roku w związku ze zbliżaniem się frontu więźniowie zostali ewakuowani do Polenlagru 168 w Gorzycach, a następnie do Polenlagru 32 w Boguminie.